# Maison de Bonneterie

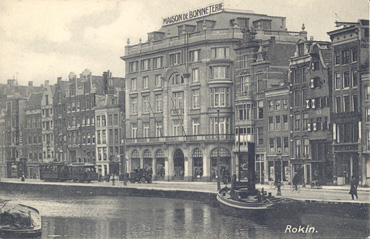
Vue de la Maison de Bonneterie sur le Rokin, en 1912 à Amsterdam.

La Maison de Bonneterie est une ancienne chaîne néerlandaise de grands magasins haut de gamme dont les deux enseignes principales étaient situées à Amsterdam et La Haye. La marque compta également deux adresses de moindre importance dans les villes de Laren et de Heemstede. La boutique d'Amsterdam fut fondée en 1889 et se trouve sur la Kalverstraat et le Rokin, dans un bâtiment de style parisien surmonté d'un dôme éclairé. Le grand magasin de La Haye se trouve quant à lui dans un bâtiment datant de 1913, dans un style identique à celui de la plupart des grands magasins construits dans plusieurs grandes villes européennes à la même époque. Le 22 février 2014, la chaîne a annoncé la fermeture de ses deux enseignes courant 2014 en raison de la récession économique.